# جوان هورفاث
جوان هورفاث (بالإنجليزية: Joan Horvath)‏ هي كاتِبة ورائدة أعمال أمريكية، ولدت في 1950.